# 斑尾鯙
斑尾鯙，輻鰭魚綱鰻鱺目鯙亞目鯙科的其中一種，分布於西大西洋區，從美國佛羅里達州南部、巴哈馬群島至巴西北部海域，棲息深度可達30公尺，體長可達30公分，為底棲性魚類，生活在珊瑚礁區，屬肉食性，生活習性不明，可作為觀賞魚。

## 擴展閱讀
維基物種上的相關：斑尾鯙